# Agrothereutes
Agrothereutes es un género de insectos, de avispas parasitoides de la familia Ichneumonidae.

## Especies
Sus especies conocidas son:
- Agrothereutes abbreviatus
- Agrothereutes adustus
- Agrothereutes albovinctus
- Agrothereutes algericus
- Agrothereutes alutarius
- Agrothereutes aterrimus
- Agrothereutes australis
- Agrothereutes bicolor
- Agrothereutes cimbcivorus
- Agrothereutes ferrieri
- Agrothereutes fumipennis
- Agrothereutes grandis
- Agrothereutes grapholithae
- Agrothereutes hospes
- Agrothereutes lanceolatus
- Agrothereutes leucoproctus
- Agrothereutes leucorhaeus
- Agrothereutes longicauda
- Agrothereutes lophyri
- Agrothereutes macroincubitor
- Agrothereutes mandator
- Agrothereutes mansuetor
- Agrothereutes minousubae
- Agrothereutes montanus
- Agrothereutes monticola
- Agrothereutes neodiprionis
- Agrothereutes pallipennis
- Agrothereutes parvulus
- Agrothereutes pilosus
- Agrothereutes pumilus
- Agrothereutes pygmaeus
- Agrothereutes ramellaris
- Agrothereutes ramuli
- Agrothereutes rufofemoratus
- Agrothereutes saturniae
- Agrothereutes subovalis
- Agrothereutes thoracicus
- Agrothereutes transsylvanicus
- Agrothereutes tunetanus[3][4]